# Фонте ди Тоно (Кампобасо)
Фонте ди Тоно је насеље у Италији у округу Кампобасо, региону Молизе.
Према процени из 2011. у насељу је живело 71 становника. Насеље се налази на надморској висини од 874 м.